# Cuentopos
Cuentopos es un programa español de televisión destinado al público infantil, que emitió Televisión española entre 1974 y 1976.

## Formato
El programa era un vehículo para acercar a los niños la visión del mundo y las canciones de la escritora y compositora María Elena Walsh, que además era guionista del programa.
Sobre esta base, se desarrolla la ficción en la que Chala (Tina Sainz) y su abuelo (Manuel Galiana), junto al inefable deshollinador que habla al revés (Juan Diego) viven historias fantásticas en un lugar llamado El bosque de Gulubú, donde aparecen y desaparecen personajes y objetos extraños y fabulosos. La acción da paso a la interpretación de las canciones de María Elena Walsh, a cargo siempre de Rosa León, que interpreta a la prima Rosita.
Junto a los actores principales, esporádicamente se contó con la participación entre otros de José Carabias, Pilar Bardem, Nicolás Dueñas, Manuel Alexandre, María Isbert, Petra Martínez o José María Pou. Colaboraba también habitualmente el Grupo de teatro Tábano y el grupo de titíriteros Teatre de la Claca.
En el argumento, Chala casi siempre comienza cada episodio intentando contar un cuento a los pequeños espectadores, rompiendo la cuarta pared, pero lo único que siempre acierta a contar es la frase "Érase que se era, porque así empezaban siempre los cuentos antiguos..." para ser siempre interrumpida por los habitantes de Gulubú y las aventuras que allí viven.
El programa se despidió de la emisión el 6 de marzo de 1975, y tuvo una segunda temporada emitida entre septiembre de ese año y enero de 1976.
En 1975 se publicó un LP que contenía los temas musicales interpretados en el programa, entre ellos, la célebre Canción de la vacuna.

## Efectos
Considerado por algunos críticos televisivos como un medio que, en las postrimerías de la dictadura franquista, sirvió para transmitir a los más pequeños valores de libertad y convivencia, la suspensión del espacio, en marzo de 1975 - coincidiendo con la huelga de actores - provocó la dimisión de la entonces jefa de programas infantiles de TVE Milagros Valdés.